# Мисс Барбадос
Мисс Барбадос Вселенная — национальный конкурс красоты, проходящий в Барбадосе и выбирающий участницу от страны на конкурсе Мисс Вселенная.

## История
Мисс Барбадос Вселенная впервые прошёл в 1978 году, в период с 1978 по 2005 он был проведён 11 раз. Последние 5 лет не проводился.
После смерти руководителя конкурса Энди Нилса в 2006 году, новый руководитель Кэнди Николс имеет трудности с финансированием конкурса.

## Победительницы
Мисс Барбадос с 1976 года:
| Год  | Победительница       |
| ---- | -------------------- |
| 1976 | Джевелл Найтингейл   |
| 1977 | Маргарет Роуз        |
| 1978 | Джуди Миллер         |
| 1979 | Барбара Брэдшоу      |
| 1984 | Лиза Уорм            |
| 1985 | Лиз Уодман           |
| 1986 | Рослин Вильямс       |
| 1987 | Даун Уэйт            |
| 1999 | Оливия Хардинг       |
| 2003 | Надя Форт            |
| 2004 | Синди Бэтсон         |
| 2005 | Нада Еарвуд          |
| 2007 | Джевелл Гарнер       |
| 2016 | Шэннон Харрис        |
| 2017 | Лесли Чапмэн         |
| 2018 | Меган Сеобалдс       |
| 2019 | Шанель Ифилл         |
| 2020 | Хиллари-Энн Уилльямс |